# Loïc Corbery
Loïc Corbery est un acteur et metteur en scène français né le 9 juin 1976 à Avignon. Entré à la Comédie-Française en 2005, il en est le 519e sociétaire depuis 2010.

## Biographie
Originaire d'Avignon, Loïc Corbery découvre rapidement le théâtre grâce à ses parents (son père est ingénieur et sa mère professeur de lettres). À l'âge de six ans, il rencontre par hasard Agnès Varda, qui le fait jouer dans le court métrage qu'elle tournait alors à Avignon. Le court-métrage s'intitule 7 pièces cuisine et salle de bain.
Après son baccalauréat, il part pour Paris afin de suivre des études théâtrales au cours Périmony. Il intègre ensuite le Conservatoire national supérieur d'art dramatique, où il étudie de 1997 à 2000, dans les classes de Stuart Seide et de Jacques Lassalle.
En 2003, il joue dans Le jour du destin et décroche une nomination aux Molières 2004 pour la révélation théâtrale masculine. En plus du théâtre, on peut l'apercevoir dans plusieurs séries télévisées françaises, le plus souvent le temps d'un épisode, mais il a aussi tenu des rôles récurrents, comme dans la série Commissaire Valence, diffusée sur TF1, avec Bernard Tapie dans le rôle-titre.
Il entre à la Comédie-Française en 2005, où il a notamment été remarqué pour ses interprétations dans Le Cid de Pierre Corneille, mis en scène par Brigitte Jaques et La Mégère apprivoisée de Shakespeare, mis en scène par Oskaras Koršunovas. Il en est devenu sociétaire en 2010.
La direction artistique de l'hommage à Molière lui a été confiée en 2009.

## Théâtre

### Comédie-Française
- Entrée à la Comédie-Française le 17 janvier 2005
- 519e Sociétaire le 1er janvier 2010
- 2005 : Le Cid de Corneille, mise en scène Brigitte Jaques : Don Sanche (repris en 2007)
- 2005 : Le Malade imaginaire de Molière, mise en scène Claude Stratz : Cléante (repris en 2007)
- 2005 : Fables de La Fontaine de Jean de La Fontaine, mise en scène Bob Wilson : l'ours et la grenouille
- 2005 : Les Temps retrouvés La Légende du chevalier d'André de Peretti
- 2005 : L’Amour médecin – Le Sicilien ou l’Amour peintre, deux comédies-ballets, de Molière et Lully, mise en scène Jean-Marie Villégier et Jonathan Duverger : Le Ballet, Clitandre et Filène
- 2006 : Le Menteur de Corneille mise en scène Jean-Louis Benoît : Dorante
- 2007 : La Mégère apprivoisée de William Shakespeare, mise en scène Oskaras Koršunovas : Petruchio
- 2007 : Le Misanthrope de Molière, mise en scène Lukas Hemleb, Salle Richelieu : Clitandre
- 2007 : Il campiello de Carlo Goldoni, mise en scène Jacques Lassalle : Zorzetto (repris en 2008)
- 2007 : Sur la grand-route d'Anton Tchekhov, mise en scène Guillaume Gallienne : Fédia
- 2008 : Le Misanthrope de Molière, mise en scène Lukas Hemleb, Salle Richelieu : Clitandre
- 2008 : Figaro divorce d'Ödön von Horváth, mise en scène Jacques Lassalle : le douanier et la juriste (repris en 2009)
- 2008 : Douce Vengeance et autres sketches de Hanokh Levin, mise en scène Galin Stoev, Studio-Théâtre
- 2008 : L'Illusion comique de Corneille, mise en scène Galin Stoev : Dorante et Clindor
- 2008 : Cyrano de Bergerac d'Edmond Rostand, m.e.s Denis Podalydès : Christian
- 2009 : Les Joyeuses Commères de Windsor de William Shakespeare, mise en scène Andrés Lima : Fenton
- 2009 : La Grande Magie d'Eduardo De Filippo, mise en scène Dan Jemmett : le Garçon de l’hôtel Métropole et Oreste Intrugli
- 2010 : Cyrano de Bergerac d'Edmond Rostand, mise en scène Denis Podalydès, Christian
- 2010 : L'Avare de Molière, mise en scène Catherine Hiegel, Salle Richelieu, Cléante
- 2010 : Les Oiseaux d'Aristophane, mise en scène Alfredo Arias, le Coryphée
- 2010 : Chansons des jours avec et chansons des jours sans, mise en scène Philippe Meyer, Studio-Théâtre
- 2011 : Les Joyeuses Commères de Windsor de William Shakespeare, mise en scène Andrés Lima, Salle Richelieu : Fenton (en alternance)
- 2011 : On ne badine pas avec l'amour d'Alfred de Musset, mise en scène Yves Beaunesne, Théâtre du Vieux-Colombier : Perdican
- 2011 : L'Avare de Molière, mise en scène Catherine Hiegel, Salle Richelieu, Cléante (en alternance)
- 2011-2012 : La Critique de l'École des femmes de Molière, mise en scène de Clément Hervieu-Léger, Studio-Théâtre, Dorante
- 2012 : Le Malade imaginaire de Molière, mise en scène Claude Stratz, Théâtre Éphémère, Cléante (en alternance)
- 2012 : Dom Juan ou le Festin de pierre de Molière, mise en scène Jean-Pierre Vincent, Théâtre Éphémère, Dom Juan
- 2013 : Troïlus et Cressida de William Shakespeare, mise en scène Jean-Yves Ruf, Salle Richelieu, Ajax
- 2014 : Le Misanthrope ou l'Atrabilaire amoureux de Molière, mise en scène Clément Hervieu-Léger, Salle Richelieu, Alceste
- 2015 : Les Estivants de Maxime Gorki, mise en scène Gérard Desarthe, Salle Richelieu, Vlas
- 2015 : La Double Inconstance de Marivaux, mise en scène Anne Kessler, Salle Richelieu, Le Prince
- 2016 : Cyrano de Bergerac d'Edmond Rostand, mise en scène Denis Podalydès, Salle Richelieu, Christian
- 2016 : Les Damnés d'après Luchino Visconti, mise en scène Ivo Van Hove, Festival d'Avignon puis Salle Richelieu
- 2017 : Le Petit-Maître corrigé de Marivaux, mise en scène Clément Hervieu-Léger, Salle Richelieu, Rosimond
- 2017 : La Tempête de William Shakespeare, mise en scène Robert Carsen, Salle Richelieu, Ferdinand
- 2018 : Faust de Johann Wolfgang von Goethe, mise en scène Valentine Losseau et Raphaël Navarro, théâtre du Vieux Colombier, Siebel
- 2018 : L'Heureux Stratagème de Marivaux, mise en scène Emmanuel Daumas, Théâtre du Vieux-Colombier
- 2019 : Électre-Oreste d'Euripide, mise en scène Ivo van Hove
- 2019 : La Vie de Galilée de Bertolt Brecht, mise en scène Éric Ruf, Salle Richelieu[2]
- 2019 : Singulis (Hamlet à part), conception de Loïc Corbery, Studio-Théâtre[3]
- 2020 : Le Côté de Guermantes de Marcel Proust, adaptation et mise en scène Christophe Honoré, théâtre Marigny
- 2021 : La Cerisaie d'Anton Tchekhov, mise en scène Clément Hervieu-Léger, Salle Richelieu[4]
- 2022 : Le Tartuffe ou l'Hypocrite de Molière, mise en scène Ivo van Hove, Salle Richelieu[5]
- 2022 : Le Misanthrope de Molière, mise en scène Clément Hervieu-Léger, Salle Richelieu
- 2023 : La Mort de Danton de Georg Büchner, mise en scène Simon Delétang, Salle Richelieu
- 2024 : Hécube, pas Hécube de Tiago Rodrigues, mise en scène de l'auteur, festival d'Avignon (production Comédie-Française)
- 2025 : Une mouette d'après Anton Tchekhov, mise en scène Elsa Granat, Salle Richelieu

### Hors Comédie-Française

#### Comédien
- 1996 : L'Assemblée des femmes d'Aristophane, mise en scène Jean-Luc Tardieu, MC Nantes
- 1996-1997 : Les Œufs de l'autruche d'André Roussin, mise en scène Stéphane Hillel, Théâtre des Variétés
- 1997 : Le Jeu de l'amour et du hasard de Marivaux, mise en scène Jean-Pierre André, Théâtre Déjazet
- 2000 : La Vie de Galilée de Bertolt Brecht, mise en scène Jacques Lassalle, Théâtre national de la Colline, Théâtre de la Croix-Rousse : Le petit moine
- 2000 : L'École de danse de Carlo Goldoni, mise en scène Jacques Lassalle, Théâtre du Conservatoire
- 2001 : Cyrano de Bergerac d'Edmond Rostand, mise en scène Jacques Weber, Théâtre de Nice puis Théâtre de Bobigny : Christian
- 2002 : Nothing hearts de Falk Richter, mise en scène Michèle Fouchet, Théâtre Ouvert
- 2002 : En délicatesse de Christophe Pellet, mise en scène Jean-Pierre Miquel, Théâtre de la Tempête : Lucas
- 2003 : Le Jour du destin de Michel Del Castillo, mise en scène Jean-Marie Besset, Gilbert Desveaux, Théâtre Montparnasse : Laredo
- 2004 : Antoine et Cléopâtre de William Shakespeare, mise en scène Stuart Seide, Théâtre du Nord : César
- 2005 : Antoine et Cléopâtre de William Shakespeare, mise en scène Stuart Seide, Théâtre de Gennevilliers, La Criée, Théâtre du Nord : César
- 2006 : Loin de Corpus Christi de Christophe Pellet, mise en espace Jacques Lassalle, Festival de théâtre Nava Limoux
- 2011 : Le Babil des classes dangereuses de Valère Novarina, lecture dirigée par Denis Podalydès, Odéon-Théâtre de l'Europe
- 2012 : L'Épreuve de Marivaux, mise en scène Clément Hervieu-Léger, Scène nationale Évreux-Louviers, Théâtre de l'Ouest parisien, Théâtre des Treize Vents, Théâtre Firmin Gémier / La Piscine, Théâtre de l'Union, tournée
- 2017 : Le Pays lointain, mise en scène Clément Hervieu-Léger, scène nationale d'Albi[6], théâtre national de Strasbourg[7]
- 2018 : Le Pays Lointain de Jean-Luc Lagarce, mise en scène Clément Hervieu-Léger, Théâtre des Célestins, tournée
- 2022 : Hamlet-machine de Heiner Müller, mise en scène Simon Delétang, théâtre du Peuple de Bussang
- 2022 : Hamlet de William Shakespeare, mise en scène Simon Delétang, théâtre du Peuple de Bussang

#### Metteur en scène
- 1999 : Le Misanthrope de Molière avec la Compagnie du Poète Ivre
- 1999 : Ci-gît Pan pour un atelier d’élèves du Conservatoire national supérieur d'art dramatique de Paris
- 2008 : Sacré nom de dieu d'Arnaud Bedouët d'après la correspondance de Gustave Flaubert, avec Jacques Weber, Théâtre de la Gaîté-Montparnasse

## Filmographie

### Cinéma

#### Longs métrages
- 1997 : Marthe de Jean-Loup Hubert : Pierrot
- 1998 : Terminale de Francis Girod : François
- 1999 : Du bleu jusqu'en Amérique de Sarah Lévy : Hadrien
- 2004 : Les Amateurs de Martin Valente : Richard
- 2007 : Fragile(s) de Martin Valente : Mika
- 2008 : Musée haut, musée bas de Jean-Michel Ribes : Luc
- 2013 : À coup sûr de Delphine de Vigan : Tom Lesage
- 2014 : Pas son genre de Lucas Belvaux : Clément
- 2016 : Sur quel pied danser de Paul Calori et Kostia Testut : Xavier Laurent
- 2017 : Submergence de Wim Wenders : Étienne
- 2020 : Water Get No Enemy (documentaire) d'Arthur Bourbon et Damien Castera : narrateur
- 2021 : Guermantes de Christophe Honoré : lui-même
- 2022 : L'Enfant de Marguerite de Hillerin et Félix Dutilloy-Liégeois : Bela
- 2022 : Les Survivants de Guillaume Renusson : Gendarme
- 2026 : De Gaulle d'Antonin Baudry

#### Courts métrages
- 1982 : Ulysse d'Agnès Varda
- 2002 : Ad vitam de Khalil Cherti
- 2003 : Fausse Teinte de Marie Guirot
- 2009 : Bretelles, pudding et herbes hautes de Simon Lahmani
- 2011 : Bartleby d'Olivier Martinez
- 2012 : Virage de François Ferracci
- 2015 : La Nuit, tous les chats sont roses de Guillaume Renusson : Lola

### Télévision

#### Téléfilms
- 1995 : La Brigade des anges d'Yves Riou et Philippe Pouchain
- 1995 : La Dernière Fête de Pierre Granier-Deferre
- 1997 : Les Arnaqueuses de Thierry Binisti : Nino
- 1998 : La Justice de Marion / Les Filles de Vincennes de Thierry Binisti : Luc
- 1999 : La Route à l'envers de Chantal Picault : Benoît
- 2001 : Permission moisson de Serge Martina : Jean Pittas
- 2004 : Les Passeurs de Didier Grousset : Guy
- 2008 : Ah, c'était ça la vie ! de Franck Apprederis : Jean-Jacques de Reuilly-Nonancourt
- 2009 : À droite toute (1er épisode) de Marcel Bluwal : Adrien
- 2009 : Quand la guerre sera loin d'Olivier Schatzky : Louis
- 2010 : L'Illusion comique de Mathieu Amalric : Clindor
- 2011 : Le vernis craque de Daniel Janneau : Armand
- 2011 : Le Temps du silence de Franck Apprederis : Manuel en 1945
- 2011 : Jeanne Devère de Marcel Bluwal : Marc Hétier
- 2014 : La Forêt d'Arnaud Desplechin : Boulanov
- 2016 : Dom Juan et Sganarelle de Vincent Macaigne : Dom Juan
- 2018 : Un homme parfait de Didier Bivel : Maxime

#### Séries télévisées
- 1995 : Julie Lescaut, saison 4, épisode 6 Bizutage d'Alain Bonnot : Arnaud
- 1996 : Avocat d'office, épisode Marchands de rêves de Daniel Vigne
- 1999 : La Kiné, saison 1, épisode 3 Stade III d'Aline Issermann : Bruno Peilleix
- 1999 : Brigade spéciale de Charlotte Brandström : Stan
- 1999 : Louis la Brocante, saison 2, épisode 1 Louis et les amoureux du manège : Xavier
- 2000 : Un et un font six, épisodes 7 et 8 de Jean-Pierre Vergne : Grégoire
- 2004 : Sœur Thérèse.com, saison 1, épisode 5 Sang d'encre de Didier Grousset : Lionel Mestayer
- 2004-2006 : Commissaire Valence : Stéphane Carrère
- 2005 : Si j'avais des millions, saison 1, épisode 2 Les Copains d'abord : Mathieu Legrand
- 2006 : Fête de famille : Newton
- 2022 : L'Opéra, saison 2 : Alec Anderson
- 2023 : Icon of French Cinema de Judith Godrèche

## Doublage
- 2012 : Confession d'un enfant du siècle : Desgenais (August Diehl)
- 2013 : Only Lovers Left Alive de Jim Jarmusch : Adam (Tom Hiddleston)
- 2018 : Marie Madeleine : Jésus (Joaquin Phoenix)
- 2022 : Downton Abbey 2 : Une nouvelle ère : Jack Barber (Hugh Dancy)

## Distinctions

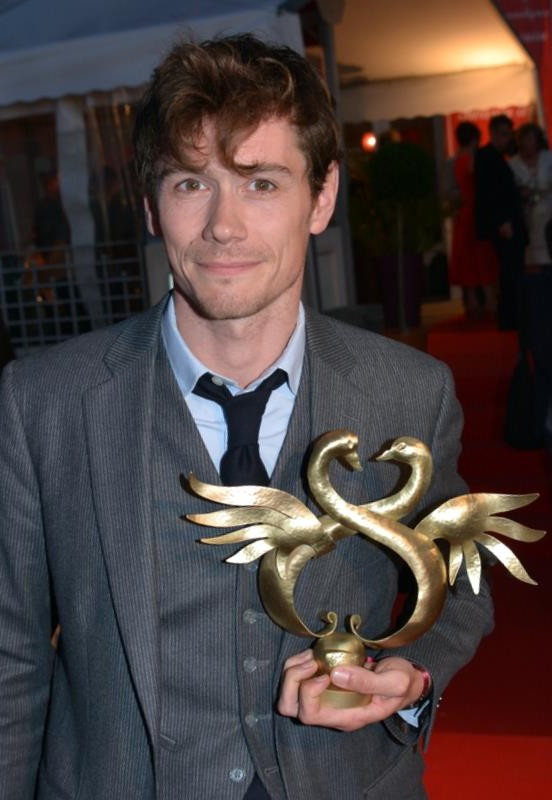
Loïc Corbery recevant le Swann d'Or en 2014.

### Prix
- 2014 : Swann d'Or du meilleur acteur au Festival du film de Cabourg pour son rôle dans Pas son genre
- Coup de cœur Parole Enregistrée et Documents Sonores 2020 de l’Académie Charles-Cros pour la lecture de La Panthère des Neiges de Sylvain Tesson, proclamé le 13 septembre 2020 au Jardin du Musée Jean de la Fontaine à Château-Thierry[8]

### Nomination
- 2004 : Molière de la révélation théâtrale pour Le Jour du destin

### Décoration
- Chevalier de l'ordre des Arts et des Lettres (2010)[9]